# NGC 4525
NGC 4525 est une galaxie spirale intermédiaire située dans la constellation de la Chevelure de Bérénice. NGC 4525 a été découverte par l'astronome germano-britannique William Herschel en 1785. Cette galaxie fait patie du groupe de NGC 4274 et on ne s'entend pas sur sa classification.

## Caractéristiques
La classe de luminosité de NGC 4525 est III-IV et elle présente une large raie HI.

### Distance
Sa vitesse par rapport au fond diffus cosmologique est de 1 451 ± 19 km/s, ce qui correspond à une distance de Hubble de 21,41 ± 1,53 Mpc (∼69,8 millions d'al).

### Classification
Les avis diffèrent sur la classification de NGC 4525, spirale barrée selon Wolfgang Steinicke et HyperLeda, intermédiaire selon le professeur Seligman et ordinaire selon la base de données NASA/IPAC. Il n'y a pas de barre nettement visible sur l'image obtenue du relevé Pan-STARRS, mais on peut voir le début d'une barre. Ce n'est certes pas une spirale barrée. Mais, on pourrait la qualifier de spirale intermédiaire, quoique la classification de spirale Scd ? pourrait aussi décrire cette galaxie.
À ce jour, une douzaine de mesures non basées sur le décalage vers le rouge (redshift) donnent une distance de 13,369 ± 3,595 Mpc (∼43,6 millions d'al), ce qui est à l'extérieur des valeurs de la distance de Hubble. Cependant, cette galaxie est relativement rapprochée du Groupe local. On obtient souvent des distances assez différentes pour les galaxies rapprochées en se basant sur le décalage en raison du mouvement propre de ces galaxies dans le groupe où l'amas où elles sont situées. Cette valeur est peut-être plus près de la distance réelle de cette galaxie. Notons que c'est avec la valeur moyenne des mesures indépendantes, lorsqu'elles existent, que la base de données NASA/IPAC calcule le diamètre d'une galaxie.

## Groupe de NGC 4274
Selon A.M. Garcia, la galaxie NGC 4525 fait partie d'un groupe de galaxies qui compte au moins 19 membres, le groupe de NGC 4274. Les autres membres du New General Catalogue du groupe sont NGC 4020, NGC 4062, NGC 4136, NGC 4173, NGC 4203, NGC 4245, NGC 4251, NGC 4274, NGC 4278, NGC 4283, NGC 4310, NGC 4314, NGC 4359, NGC 4414 et NGC 4509.